# یوآنا دارک
یوآنا دارک (لهستانی: Joanna Dark؛ زادهٔ ۱۹۶۵) با نام اصلی یوآنا یاگوا خواننده و بازیگر اهل لهستان است.
از فیلم‌ها یا مجموعه‌های تلویزیونی که وی در آن‌ها نقش داشته‌است، می‌توان به دستورالعمل زندگی و منم، دزد اشاره نمود.